# Der Unbarmherzige
Der Unbarmherzige (Originaltitel: Lo spietato) ist ein Filmdrama von Renato De Maria, das auf dem im Jahr 1995 veröffentlichten Roman Manager calibro 9: vent'anni di malavita a Milano nel racconto del pentito Saverio Morabito von Piero Colaprico und Luca Fazzo basiert.
Die italienische Erstausstrahlung erfolgte am 8. April 2019 über Nexo Digital. Die deutschsprachige Erstausstrahlung erfolgte am 19. April 2019 bei Netflix per Video-on-Demand.

## Handlung
Santo Russo verließ als Jugendlicher mit seiner Familie das ländliche Kalabrien und ließ sich mit ihr in Romano Banco, einem Vorort von Mailand, nieder. Während einer 4-monatigen Inhaftierung durch einen Irrtum freundet sich Santo mit Slim an, einem Jungen aus Kalabrien, der wegen einiger Raubüberfälle im Gefängnis sitzt und mit ihm eine hervorragende Beziehung aufbaut, die zu einer Zusammenarbeit zwielichtiger Geschäfte führen wird. Es sind die 1980er Jahre und Mailand befindet sich im wirtschaftlichen Aufschwung, während eine Welle aus Gewalt und Ausschweifungen um sich schlägt und Santo Russo sich zu einem der ambitioniertesten Verbrecher Mailands erhebt.

## Produktion
Der in Foggia, Bari, Pavia und Mailand gedrehte Film wurde von BiBi Film, Indie Prod, Rai Cinema, Canal+ und Ciné+ produziert.